# Neostege holoxutha
Neostege holoxutha là một loài bướm đêm trong họ Crambidae.